# Nilson Ricardo da Silva Júnior
Nilson Ricardo da Silva Junior hay đơn giản Nilson (sinh ngày 31 tháng 3 năm 1989 ở Recife), là một cầu thủ bóng đá Brasil thi đấu cho Bucheon FC 1995 ở vị trí tiền vệ phòng ngự.

## Sự nghiệp
Anh gia nhập đội bóng J1 League Sagan Tosu vào tháng 7 năm 2013 và chuyển đến Busan IPark ở Hàn Quốc năm 2014. Trong mùa giải đầu tiên với đội bóng Hàn Quốc, Nilson ban đầu đá ở vị trí tiền vệ phòng ngự, nhưng sau đó đá ở vị trí trung tâm trong hệ thống phòng thủ ba người. Sau quãng thời gian với đội bóng Brasil Salgueiro, Nilson trở lại Busan IPark năm 2016 khi phải xuống chơi tại K League 2.